# Лапчатка наклонённая
Лапчатка наклонённая (лат. Potentilla inclinata) — многолетнее травянистое растение; вид рода Лапчатка (Potentilla) семейства Розовые (Rosaceae). Часто встречается как Лапчатка седоватая или Лапчатка сероватая по устаревшему синонимичному названию лат. Potentilla canescens.

## Ботаническое описание
Многолетнее травянистое растение.

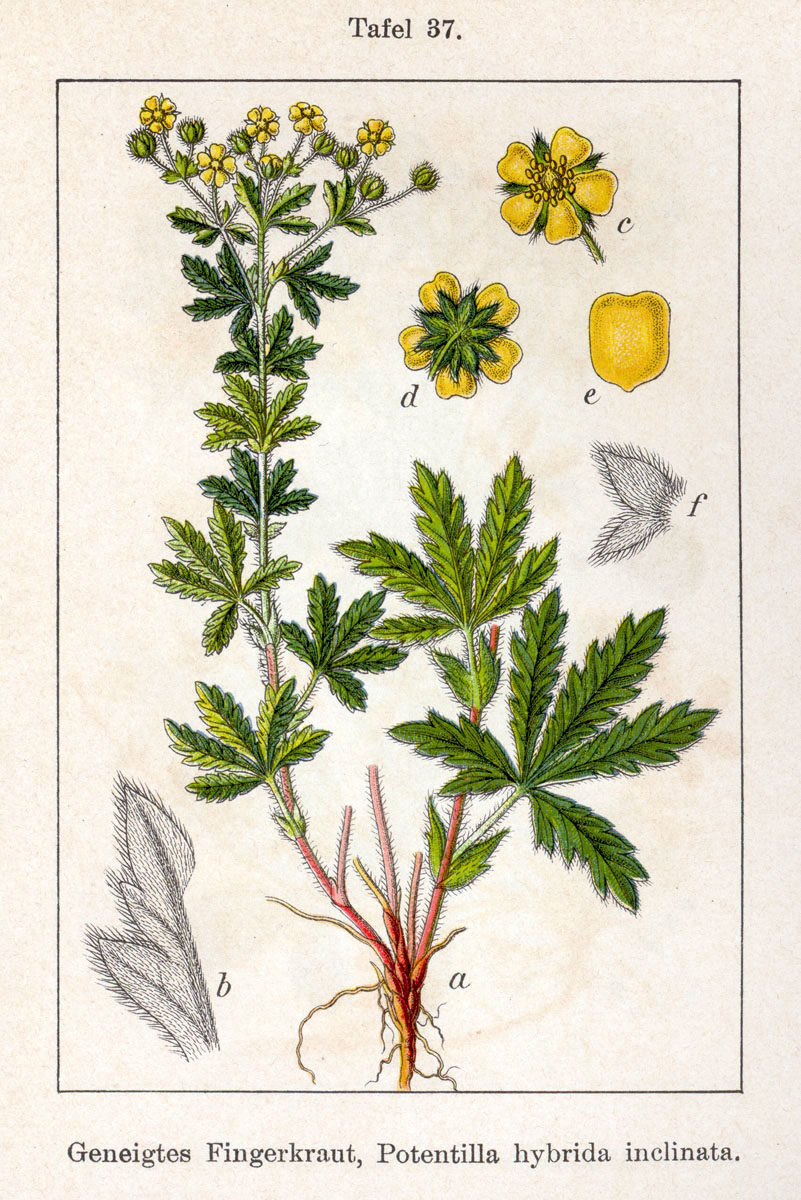
Лапчатка наклонённая.

Корневище крупное, ветвистое, покрытое бурыми остатками прилистников.
Стебли 15-50 см высотой, прямые или восходящие при основании, покрыты длинными мягкими волосками. Ветвление выше середины длины.
Прикорневые и нижние стеблевые листья пальчато-раздельные (5, реже 7 долей). Верхние — короткочерешчатые, 3-5 раздельные. Прилистники яйцевидные или яйцевидно-ланцетные, заостренные. Листочки продолговато-обратнояйцевидные, у основания клиновидные. Край равномерно надрезанно-зубчатый, незавернутый. Опушение сверху редкое прижато-волосистое, снизу тонко-войлочное.
Цветки собраны по 10-50 шт. в рыхлое щитковидно-метельчатое соцветие, некрупные, 10-15 мм диаметром, на тонких цветоносах. Чашечка густо седо-войлочная. Наружные чашелистики продолговато-линейные, внутренние — яйцевидные, острые. Лепестки 3,5-6,5 мм длиной, немного крупнее чашелистиков, слабо выемчатые на верхушке, жёлтые. Тычинок около 20, пыльники продолговато-яйцевидные.
Плодики мелкие, продольно-морщинистые.
Хромосомное число 2n = 14, 28, 35, 42, 84.

## Распространение и экология
Природный ареал охватывает Среднюю и Атлантическую (центральная и южная Франция) Европу, Средиземноморье (Италия), Балканы, Малую и Среднюю Азию, возможно, Иран. Встречается во многих штатах США как заносное.
На территории России встречается по всей Европейской части, на Кавказе, в Западной и Восточной Сибири. Вид внесен в ботанический атлас растений Ленинградской области.
Произрастает в степях, на сухих лугах и полях, на залежах и по обочинам дорог. Для Ленинградской области упоминается как сорное довольно редко встречающееся растение.

## Химический состав
В надземной части растения обнаружены биологически активные группы веществ — таниды (в пересчете на танин ≈7,24 %), полисахариды (≈3,22 %) и флавоноиды (в пересчете на кверцетин ≈0,30 %). По данным показателям вид значительно уступает лапчатке гусиной и л. длиннолистной. Растение способно накапливать существенные количества лития (≈14,6 мг/кг от абсолютно сухого растительного сырья), максимальное среди других исследованных видов рода Лапчатка, что позволяет рассматривать его как источник лекарственных средств нейтропного действия. Содержание прочих элементов в большинстве случаев меньше, чем у двух указанных выше видов.

## Классификация
Полиморфный и по мнению некоторых исследователей гибридогенный вид, возникший в результате скрещивания Лапчатки серебристой и Лапчатки прямой.

## Таксономия
- Potentilla inclinata Vill., 1788, Hist. Pl. Dauphiné 3: 567

Вид Лапчатка наклонённая относится к роду Лапчатка (Potentilla) семейства Розовые (Rosaceae) порядка Розоцветные (Rosales), последовательно входящего в более крупные клады Фабиды → Розиды → Суперрозиды → Эвдикоты → Цветковые растения. Таксономическая схема в соответствии с Системой APG IV по состоянию на июнь 2024 года:
|  |                          |  |                                   |                                   |                   |  | еще 8 семейств | еще 8 семейств |                          |  |  |  | еще 551 подтвержденный вид и 925 видов, ожидающих подтверждения |
|  |                          |  |                                   |                                   |                   |  | еще 8 семейств | еще 8 семейств |                          |  |  |  | еще 551 подтвержденный вид и 925 видов, ожидающих подтверждения |
|  |                          |  |                                   | порядок Розоцветные               |                   |  |                |                | род Лапчатка             |  |  |  |                                                                 |
|  |                          |  |                                   | порядок Розоцветные               |                   |  |                |                | род Лапчатка             |  |  |  |                                                                 |
|  | клада Цветковые растения |  |                                   |                                   | семейство Розовые |  |                |                | вид Лапчатка наклонённая |  |  |  |                                                                 |
|  | клада Цветковые растения |  |                                   |                                   | семейство Розовые |  |                |                |                          |  |  |  |                                                                 |
|  |                          |  | ещё 63 порядка цветковых растений | ещё 63 порядка цветковых растений |                   |  |                | еще 116 родов  | еще 116 родов            |  |  |  |                                                                 |
|  |                          |  |                                   | ещё 63 порядка цветковых растений |                   |  |                |                | еще 116 родов            |  |  |  |                                                                 |